# Distretto di Sawang Daen Din
Il distretto di Sawang Daen Din (in thailandese: สว่างแดนดิน) è un distretto (amphoe) della Thailandia, situato nella provincia di Sakon Nakhon.